# Callionymus filamentosus
Callionymus filamentosus är en fiskart som beskrevs av Valenciennes, 1837. Callionymus filamentosus ingår i släktet Callionymus och familjen sjökocksfiskar. Inga underarter finns listade.